# Арланское нефтяное месторождение
Арланское месторождение — крупнейшее по запасам нефти, расположено на северо-западе Башкирии в пределах Волго-Уральской нефтегазоносной провинции.
Расположено на территории Краснокамского, Калтасинского, Илишевского и Дюртюлинского районов республики и частично на территории Удмуртии. Включает в себя Арланскую, Новохазинскую, Николо-Березовскую и Вятскую площади.
Открыто в ноябре 1955, введено в разработку в 1958. К 2010 году на месторождении добыто 500 млн тонн нефти, пробурено 9,8 тыс. скважин.
Первооткрывательной является скважина № 3, пробурённая бригадой нефтеразведчиков под руководством мастера Сахапова, расположенная недалеко от деревни Ашит (в 15 км от города Нефтекамска).

## Геология
Протяженность более 100 км, при ширине до 25 км, приурочено к обширной антиклинальной складке с пологими крыльями. Нефтеносные песчаники визейского яруса нижнекаменноугольного возраста, карбонатные коллекторы каширо-подольской продуктивной толщи среднего карбона. Основные запасы сконцентрированы в песчаниках терригенной толщи нижнего карбона (75 % начальных запасов) на глубине 1400—1450 м, а вторая по величине — каширско-подольские отложения.
Начальные запасы нефти группы оцениваются в 1,2 млрд тонн.

## Технология разработки
При разработке применяется заводнение пластов. Основной способ эксплуатации добывающих скважин — механизированный. Общий фонд скважин около 8 тыс. единиц. Нефть добывается с большим содержанием воды (93 %). На пике добыча на месторождении доходила до 12 млн т в год.

## Характеристики нефти
Нефти плотные (840—894 кг/м3), вязкие (до 30 мПа×с), высокосернистые (до 3 %), с низкой газонасыщенностью (до 18 м3 газа на 1 т нефти).
Эксплуатируется нефтегазодобывающими управлениями ООО «Башнефть-Добыча» ПАО «НК «Роснефть» и НГДУ-1 ОАО «Белкамнефть».